# السنة البيطرية العالمية 2011
تم الاحتفال بالسنة البيطرية العالمية عام 2011 (بالإنجليزية: World Veterinary Year 2011)‏ تكريماً للذكرى 250 لتأسيس أول مدرسة بيطرية في العالم في ليون، فرنسا عام 1761. تم إطلاق السنة البيطرية العالمية رسميًا في 24 يناير 2011 في فرساي، فرنسا. كان الشعار «بيطري من أجل الصحة، بيطري من أجل الغذاء، بيطري من أجل الكوكب!» 
أعلن كونغرس الولايات المتحدة عام 2011 سنة بيطرية عالمية، بعد اقتراح من السيناتور جون إنسين وكيرت شريدر، كلاهما طبيب بيطري.
عقدت المنظمة العالمية لصحة الحيوان (OIE) ودي جي سانكو مسابقة للتصوير الفوتوغرافي في وقت مبكر من عام 2011 بعنوان «الأطباء البيطريون في حياتك اليومية» كجزء من السنة البيطرية العالمية 2011. وفاز في المسابقة المصور الهندي سومناث موخوبادهياي بصورة لطبيب بيطري يقيس درجة حرارة الماعز المتضرر من طاعون المجترات الصغيرة.

## احتفالات مختارة
- 24 يناير 2011: حفل الافتتاح الرسمي للسنة البيطرية العالمية (فرساي، فرنسا) [2]
- فبراير 2011: استضاف المجلس البيطري الأيرلندي احتفالًا منح ميداليات للجراحين البيطريين الذين مارسوا أكثر من 50 عامًا.[7]
- 12-16 مايو 2011: المؤتمر العالمي للتعليم البيطري (ليون، فرنسا).
- 17 يوليو 2011: ندوة «السنة البيطرية العالمية: 250 عامًا لتحسين صحة الحيوان والبشر» في اتفاقية الجمعية الطبية البيطرية الأمريكية (سانت لويس، ميزوري، الولايات المتحدة).[8]
- 10-14 أكتوبر 2011: حفل الاختتام الدولي (كيب تاون، جنوب أفريقيا)، إلى جانب المؤتمر العالمي البيطري الثلاثين. [3]